# Флаг Тавричанского сельского поселения
Флаг муниципального образования Тавричанское сельское поселение Надеждинского муниципального района Приморского края Российской Федерации является опознавательно-правовым знаком, служащим официальным символом муниципального образования.
Флаг утверждён 26 января 2012 года и 23 марта 2012 года внесён в Государственный геральдический регистр Российской Федерации с присвоением регистрационного номера 7531.

## Описание
«Прямоугольное двухстороннее полотнище с отношением ширины к длине 2:3. Полотнище разделено на 2 части малинового (вверху) и голубого (внизу) цвета линией отходящей от точки делящей вертикальные края полотнища в отношении 2:7 к точке делящей середину флага (в вертикальной плоскости) в отношении 5:3. На линию деления в середине полотнища положены два жёлтых обушка с перекрещёнными рукоятками, над которыми в малиновой части — жёлтая летящая сова с распростёртыми крыльями, а под обушками — две плывущие друг к другу параллельно линии деления белые наваги».

## Обоснование символики
Начало освоению нынешнего Тавричанского сельского поселения было положено в период с 1861—1862 годов, когда на его территории было открыто месторождение бурого угля и начата его разработка для нужд российского флота и поселенцев. 3 июня 1867 года Государь утвердил мнение Государственного совета о заселении земель Приморской области. Этот документ положил начало развитию территории современного Приморского края, и в том числе, Тавричанского сельского поселения.
В 1937 году Постановлением Совета народных комиссаров СССР было принято решение о строительстве на территории посёлка Тавричанка радиовещательной станции. В дальнейшие годы радиостанция значительно расширялась и переоборудовалась, и в настоящее время представляет собой современную радиолокационную станцию, обеспечивающую связью весь Дальний Восток.
В состав поселения помимо посёлка Тавричанка входит и посёлок Девятый Вал, основанный в 1960 году на базе рыболовецкого колхоза имени Чапаева. В водах омывающих Тавричанский полуостров водится большое разнообразие рыб — как морских, так и речных пород: корюшка, зубатка, краснопёрка, навага, камбала, лососёвые, сельдь и многие другие.
Флаг Тавричанского сельского поселения отражает исторические, экономические и природные особенности Тавричанского поселения.
Часть полотнища малинового цвета и рудокопные инструменты (обушки) — символизируют большой этап в жизни поселения, связанный с добычей бурого угля. Острый выступ малиновой части полотнища символизирует мыс Речной (первоначально деревня, располагавшаяся на этом мысе, называлась Мысовая, затем переименована в Третьяковку, а после прибытия в эти места переселенцев из Таврической губернии — Тавричанка).
Две наваги — символ рыбного богатства и рыбного промысла в прибрежных водах Тавричанского поселения.
Сова в геральдике символ мудрости, предвидения, рассудительности. Сова обладает удивительным свойством слышать самые слабые звуки, её можно считать символом локатора (прибора «прослушивающего» пространство). Ухо совы — в 50 раз более чувствительный «прибор», чем человеческое. На флаге Тавричанского сельского поселения сова — символ радиостанции РУС-1 и её преемников.
Малиновый цвет (пурпур) — символ власти, славы, почёта, благородства происхождения, древности.
Голубой цвет (лазурь) — на флаге поселения символизирует морские воды, омывающие территорию Таврического сельского поселения. Лазурь также символ чести, благородства, духовности; цвет бескрайнего неба и водных просторов.
Жёлтый цвет (золото) — символ богатства, стабильности, уважения и интеллекта, жизненной энергии.